# Весёлая улица (Москва)
Весёлая улица — улица, расположенная в Южном административном округе города Москвы на территории района Царицыно.
Нумерация домов ведётся от Товарищеской улицы.

## История
Улица названа в 1965 году (название утверждено 5 апреля) по предложению жителей района Царицыно. Прежнее название — Полевая улица — при расширении Москвы было заменено в связи с одноимённостью.

## Расположение
Улица начинается от Товарищеской улицы и идёт на северо-запад. С северо-востока в средней части к ней примыкает Солнечная улица. Весёлая улица заканчивается, упираясь в Тимуровскую улицу.

## Примечательные здания и сооружения

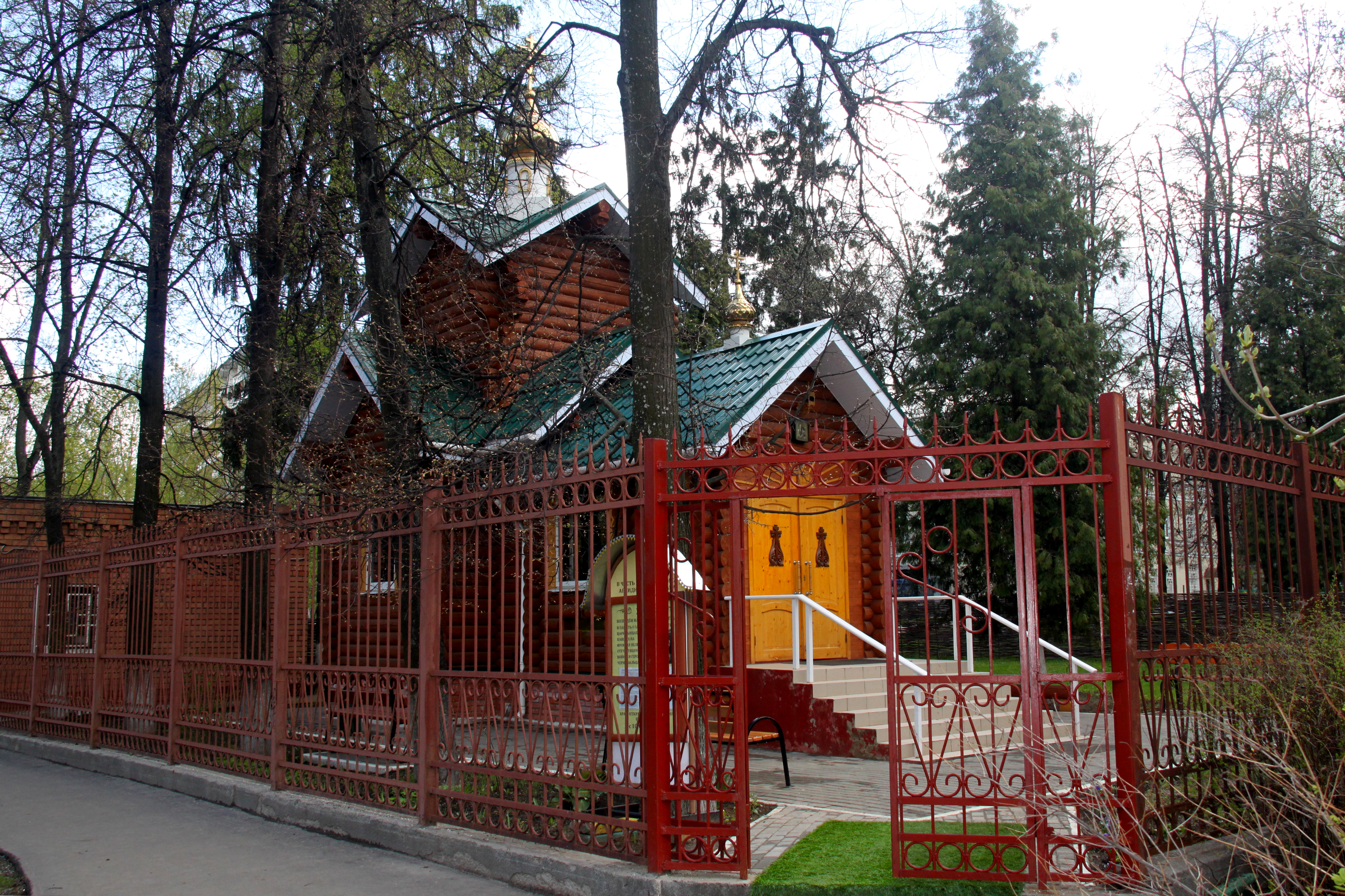
Церковь Стефана Архидиакона
в Царицыно (ул. Весёлая, 11)

### по нечётной стороне
- Дом 5 — дневной стационар при Психоневрологическом диспансере № 18
- Дом 7 — лечебно-производственные мастерские при Психоневрологическом диспансере № 18.
- Дом 11 — Комплексный центр социального обслуживания населения Царицыно (КЦСО Царицыно). На территории также находится церковь Стефана Архидиакона, построенная в 2013 году.
- Дом 31 — подстанция скорой помощи № 31.
- Дом 31а — управа района Царицыно ЮАО.
- Дом 33, корпус 3 — Всероссийский центр мониторинга и прогнозирования чрезвычайных ситуаций природного и техногенного характера МЧС России.
- Дом 33, корпус 4 — денежные переводы «Western Union», филиал банка «Возрождение».
- Дом 35, корпус 1 — детский сад № 2371.

### по чётной стороне
- Дом 12 — физико-математическая школа № 870.

## Транспорт

### Автобус
По Весёлой улице автобусы не проходят. Ближайшая остановка «метро Царицыно» на Каспийской улице
автобусы: м82, м87, м88, м89, 814, с823, 844, с854, с869, 921, н13.

### Метро
- Станция метро «Царицыно» Замоскворецкой линии — в 140 м на восток от начала улицы.

### Железнодорожный транспорт
- Станция Царицыно МЦД-2 — в 250 м на юг от начала улицы.